# Gerd Leienbach

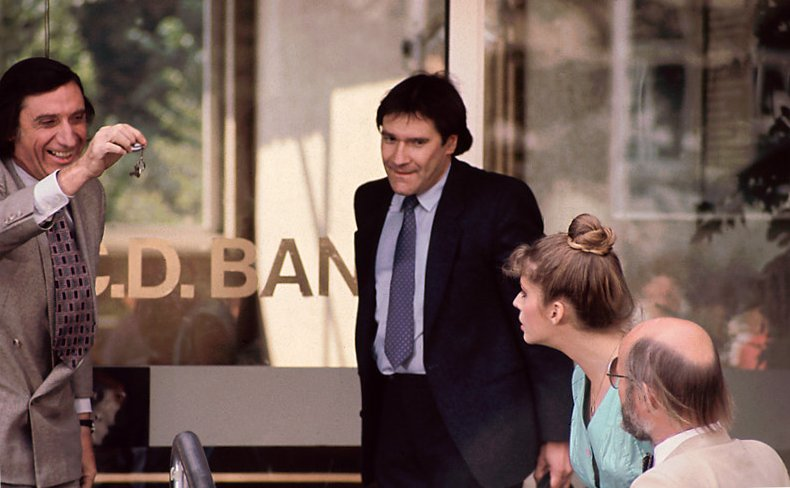
Die Bananas-Comedians (ohne Frank Zander), zweiter von links, Gerd Leienbach

Gerd Leienbach (* 15. März 1946) ist ein deutscher Radiomoderator und ehemaliger Schlagersänger („Iljan Darc“) sowie Comedian.

## Leben
Gerd Leienbach besuchte bis 1966 in Opladen das Gymnasium Landrat-Lucas-Schule I. In den 1970er-Jahren sang er als Iljan Darc Schlager und veröffentlichte mehrere Singles.
Ab 1975 war Leienbach Moderator bei SWF 3 und erfand dessen Logo, den Schwarzwaldelch, sowie die Radio Comics mit Figuren wie „Knut Buttnase“ und „unser Herr Schniepelpuhl mit seinem Ölkännschen“.
Von 1981 bis 1984 wirkte er an der ARD-Fernsehsendung Bananas als Comedian mit. Von 1988 bis 1990 bildete er zusammen mit Axel Breitung ein Duo, das unter dem Namen „Fix & Fertig“ einige deutschsprachige Hit-Parodien auf Singles wie das in den deutschen Charts platzierte Der blonde Hans von der Bundesbahn und 1989 ein nach der Musikgruppe benanntes Album veröffentlichte. Gerd Leienbach übernahm dabei den Gesangspart.
Außerdem war Leienbach als Moderator und Producer bei RPR1 und RPR Zwei tätig.

## Diskografie

### Als Iljan Darc
7″-Singles
- 1972: Mädchen komm / Kommt laßt uns Freunde sein (EMI Columbia; deutsche Originalaufnahme von Lieutenant Pigeon – Mouldy Old Dough)[6]
- 1973: Torremolinos / Hab nur Mut (EMI Odeon)[7]
- 1973: Baby, Baby für immer / Nimm ein Stück von mir (EMI Columbia)[8]
- 1974: Spiel ein Lied / Ich hab' deinen Namen vergessen (EMI Columbia)[9]
- 1975: Maria my Love / Und die Schuld hast du allein (EMI Columbia)[10]
- 1976: Ich hab' mich heut' zum letztenmal verliebt / Deine Liebe reicht fürs ganze Leben (EMI Columbia)[11]

Kompilationsbeiträge
- 1973: Torremolinos auf Die grosse Starparade 2 (mfp)[7]
- 1974: Baby, Baby für immer auf 20 Stars – 20 Hits (EMI Columbia)[8]

### Als Sänger des Musikprojektes Fix & Fertig
Album
- 1989: Fix und Fertig (Teldec)

Singles
- 1988: Der blonde Hans von der Bundesbahn (Teldec)
- 1989: Anrufbeantworter (Teldec)
- 1989: Heiratsmarkt (Teldec)
- 1990: Verdammt, ich schieb dich (Dino Music)

## Hörbücher
- 2011: Der karierte Käfer – Ein Lieder-Hörbuch mit 14 3/3 Geschichten von Katrin Ewald und Jens Rassmus (Sprecher)